# Navia affinis
Navia affinis är en gräsväxtart som beskrevs av Lyman Bradford Smith. Navia affinis ingår i släktet Navia och familjen Bromeliaceae. Inga underarter finns listade i Catalogue of Life.